# Dysylumn
Dysylumn — французская группа, играющая прогрессив блэк-метал/прогрессив дэт-метал, основанная в 2010 году в Лионе.

## История
Проект, созданный летом 2010 года Себастьяном Бессоном, поначалу был данью памяти любимому человеку, который покончил жизнь самоубийством. Группа Dysylumn родилась из единственной записи, в которой были перемешаны элементы прогрессивного метала, блэк-метала и дэт-метала. В конце 2010 года к проекту присоединился Камилль Оливье Фор-Брак в качестве барабанщика. Как рассказал Себастьян Бессон в интервью Lords of Metal после выхода альбома Conceptarium (2015), "целью было закончить альбом... и наконец-то перевернуть эту страничку моей жизни. Сегодня это произошло, но мы продолжим проект" .

## Музыкальный стиль
Музыка Dysylumn напоминает звучание таких групп, как Ulcerate, Gorguts, Dysrhythmia, но является более грубой и агрессивной. Они используют "скронк" ограничено, приправляя им свой фирменный прогрессив дэт-метал.
Тяжелый, мрачно-глубокий сплав блэк-метала и дэт-метала.

## Текущий состав
- Себастьян Бессон — гитара, бас-гитара, вокал (2010—наши дни)
- Камилль Оливье Фор-Брак — ударные (2010—наши дни)

## Дискография
Мини-альбомы
- 2013: Dysylumn
- 2016: Chaos Primordial

Сплиты
- 2018: Ce qui fut, Ce qui est, Ce qui sera

Студийные альбомы
- 2015: Conceptarium
- 2018: Occultation
- 2020: Cosmogonie